# Muscle sphincter de l’ampoule hépatopancréatique

Le sphincter d'Oddi, à l'abouchement de l'ampoule de Vater au segment vertical D2 du duodénum.

Le muscle sphincter de l’ampoule hépatopancréatique anciennement appelé sphincter d'Oddi,, est un muscle de forme annulaire situé à la partie terminale commune au canal cholédoque (transportant la bile) et au canal pancréatique principal (transportant les sécrétions pancréatiques exocrines). Il correspond à l'abouchement de l'ampoule hépatopancréatique (ou ampoule de Vater) au segment vertical ou D2 du duodénum.
Le rôle du « sphincter du cholédoque » a été décrit la première fois en 1887 par Ruggero Oddi.
La dysfonction du sphincter d’Oddi (DSO), peut être observée en particulier après une cholécystectomie. La classification de Milwaukee distingue trois types de DSO : le type I combine une dilatation de la voie biliaire principale et une anomalie des enzymes hépatiques; le type II l'une ou l'autre; le type III aucune des deux.